# Margareta Erichsen
Margareta Erichsen (18. august 1916 i Flensborg, død mellem 29. april 2006 og 5. maj 2006 i Husum) var en sydslesvigsk maler og illustrator.
Erichsen blev uddannet som kok i Gelting i Angel i 1936 og arbejdede derefter på Dyttebøl gods ved Pommerby. I efteråret 1941 begyndte hun at læse på kunsthøjskolen i Karlsruhe, men måtte snart afbryde studierne efter de voldsomme bombardementer på byen under anden verdenskrig. Også studierne på München blev kort tid efter afbrudt af krigen. Efter at hun var vendt tilbage til Flensborg arbejdede hun en kort tid Flensborg Skibsværft som teknisk tegner. Efter krigen begyndte hun at tegne bygninger og andre motiver i sin hjemby Flensborg og andre steder i Sydslesvig. Hendes tegninger er i dag af stor historisk værdi, da de viser, hvordan Flensborg så ud, inden moderniseringen og dermed tabet af dele af det historiske bybillede for alvor slog igennem efter krigen. Allerede i 1946 deltog hun i sin første kunstudstilling.
I 1948 fortsatte hun sine studier på Kunstakademiet i København med professor Aksel Jørgensen som lærer. I 1950 flyttede hun tilbage til Flensborg, hvor hun virkede som redaktør og illustrator for Flensborg Avis. Her kom hun i kontakt med den dansk-frisiske journalist og forfatter Wilhelm Ludwig Andresen, som var en af fortalere for et selvstændig frisisk bevægelse og som havde spillet en aktiv rolle i oprettelsen af Frisisk-Slesvigsk Forening. I 1963 blev de gift og flyttede til Husum ved vestkysten, hvor hun kom tæt på den nordfrisiske kultur og blev inspireret af de særlige landskabsformer ved vestkysten.
Margareta Erichsen var hjemme både i den tyske, danske og nordfrisiske kultur og virkede både som forfatter, illustrator og maler.
Før sin død testamenterede hun sine værker til det dansk-sydslesvigske kunstcenter Mikkelberg i Hatsted.